# Thymus bracteosus
Thymus bracteosus ist eine Pflanzenart aus der Gattung der Thymiane (Thymus) in der Familie der Lippenblütler.

## Beschreibung
Thymus bracteosus ist ein kleiner Strauch, der lange, niederliegend wachsende, verholzende Stängel bildet, von denen etwa 10 cm lange, blütentragende und behaarte bis filzig behaarte Stängel ausgehen. Die Laubblätter sind 10 bis 17 mm lang und 2 bis 3 mm breit. Sie sind langgestreckt-spatelförmig, stumpf, krautig, unbehaart und in der unteren Hälfte bewimpert.
Die Blütenstände sind Kapitula. Die Tragblätter sind bis zu 13 mm lang und 6 mm breit, eiförmig, lang bewimpert und oftmals teilweise purpurn gefärbt. Der Kelch ist 5 bis 6 mm lang (selten nur 4), die Kelchröhre ist nahezu zylindrisch, kürzer als die Lippen und zumindest an der Unterseite borstig behaart. Die oberen Zähne sind etwa 1,5 bis 2 cm lang, schmal lanzettlich und bewimpert. Die Krone ist 6 bis 8 mm lang und purpurn gefärbt.

## Vorkommen und Standorte
Die Art kommt im Westen von Kroatien vor.